# مسواک سنتی

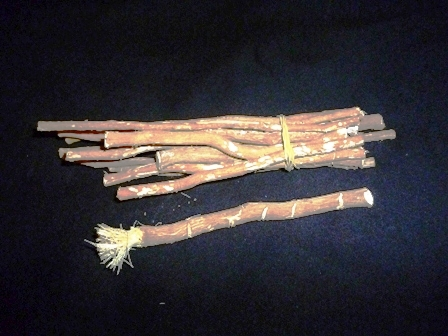
مسواک سنتی

مسواک سنتی یا مسواک چوبی یک قطعه چوب از درخت اراک است که به «چوب مسواک» نیز معروف است و برای تمیز کردن دندان‌ها به خصوص در بین مسلمانان به کار می‌رود.

## پیشینه
بیش از هزار و چهارصد سال است که مسلمانان به دستور طبّ اسلامی با چوب خوشبوی اراک مسواک می‌کنند.

## فواید
مطالعات بالینی نشان داده‌است که استفاده مداوم از گیاه مسواک موجب کاهش تشکیل پلاک دندان و استحکام دندان‌ها و جلوگیری از رنگی شدن دندان‌ها و رشد باکتریهای دهان می‌شود.
چوب مسواک حاوی مقادیر زیادی از کلرورها بخصوص کلرور سدیم، فلوئور، سیلیکا، گوگرد، رِزین، ویتامین ث و مقادیر کمتری تانن فلاونوئید و است که نقش مؤثّری در جلوگیری از پوسیدگی دندان و ضدّ عفونی و سفیدتر کردن دندان‌ها دارند.خمیر دندانهای کنونی بر گرفته از مواد حاوی این چوب مسواک ساخته شده‌اند. ویتامین ث موجود در مسواک در درمان عفونت‌های دهان و خون‌ریزی مؤثر است.

## در اسلام
از پیامبر اسلام(ص) نقل شده است:
مسواک زدن، دهان را پاک و پروردگار را راضی می‌نماید.
اگر بر امت من سخت نبود حتماً به آن‌ها دستور می‌دادم که با هر وضویی مسواک بزنند.